# Kazuhiro Mizoguchi
Kazuhiro Mizoguchi (溝口 和洋, Mizoguchi Kazuhiro, né le 18 mars 1962 à Shirahama) est un athlète japonais spécialiste du lancer du javelot. 

## Carrière

### Palmarès
| Date | Compétition                | Lieu      | Résultat | Performance |
| ---- | -------------------------- | --------- | -------- | ----------- |
| 1983 | Championnats d'Asie        | Koweït    | 2e       | 70,16 m     |
| 1985 | Championnats d'Asie        | Djakarta  | 3e       | 74,90 m     |
| 1986 | Jeux asiatiques            | Séoul     | 1er      | 76,60 m     |
| 1987 | Championnats du monde      | Rome      | 6e       | 80,24 m     |
| 1989 | Coupe du monde des nations | Barcelone | 2e       | 82,56 m     |
| 1990 | Jeux asiatiques            | Pékin     | 3e       | 75,84 m     |

### Records
Kazuhiro Mizoguchi a détenu jusqu'en 2014 le record d'Asie du lancer de javelot avec 87,60 m, réalisés à San José en 1989.